# Cronologia da tecnologia fotográfica

Um sistema fotográfico moderno.

A cronologia da tecnologia fotográfica compreende as sucessivas etapas de desenvolvimento que culminaram na tecnologia contemporânea relacionada à fotografia, e que consequentemente constituem marcos da história da fotografia. Além de registrar esses principais fatos, esta cronologia busca datar e descrever brevemente cada um deles, evidenciando a sua significância.
Os principais marcos da evolução da tecnologia fotográfica incluem o desenvolvimento do primeiro processo fotográfico, a heliografia, por Nicéphore Niépce em 1816; a criação do primeiro processo de impressão de fotografias coloridas por Louis Ducos du Hauron em 1868; a invenção do filme fotográfico por George Eastman em 1885, que permite a realização de videos e que a fotografia seja praticada por não-profissionais; o lançamento da Leica I em 1925, que inicia a popularização do filme de 35 milímetros; a criação da primeira imagem digital por Russell Kirsch em 1957; a construção do protótipo da primeira câmera digital, por Steven Sasson em 1975; e o lançamento do conceito de "câmeras em um chip" pelo Jet Propulsion Laboratory, em 1993, que leva a crescentes melhorias da tecnologia de sensores de imagem.
A essas inovações maiores, junta-se um grande número de outras novidades e aperfeiçoamentos que tiveram maior ou menor impacto no desenvolvimento da tecnologia fotográfica contemporânea. Isso inclui evidentemente as objetivas e filmes fotográficos, mas também uma variedade de outros dispositivos, como o flash, obturadores e telêmetros, e processos como a daguerreotipia e a estereoscopia.

## Cronologia

### Anterior ao século XX
- 400 AEC - Aproximadamente em 400 AEC o filósofo chinês Mozi descreve o princípio de funcionamento da câmera escura. Trata-se do primeiro registro escrito desse princípio, e Mozi concluiu corretamente que na câmera escura a imagem é projetada invertida como resultado do trajeto em linha reta que a luz percorre desde sua fonte.[1] Nos séculos seguintes esse princípio seria notado de maneira independente por Aristóteles e Euclides.[2]
- 1021 - Provavelmente em 1021 o físico árabe Alhazen publica seu Livro de Óptica, que aprofunda o conhecimento sobre as câmaras escuras.[3] Através de traduções latinas, essa obra inspira pensadores como Roger Bacon, Leonardo Da Vinci, René Descartes e Johannes Kepler.[4]
- 1558 - Perto de 1558 as descrições de Alhazen são estudadas pelo italiano Giambattista della Porta,[5] que, baseado nas primeiras experimentações com uma lente, por Girolamo Cardano,[6] propõe a adição de lentes à câmera escura, com o objetivo de focalizar mais claramente as imagens projetadas.[7]
- 1600 - Desde o séc. XV  o uso de câmeras escuras difunde-se como auxilio para pinturas e desenhos, e existem evidências de que grandes mestres, notadamente Vermeer, tenham utilizado esse dispositivo.[8]
- 1727 - Johann Heinrich Schulze faz impressões temporárias de palavras, usando estêncis, luz solar e uma mistura engarrafada de giz e nitrato de prata em ácido nítrico, como uma maneira de demonstrar que essa substância escurece quando exposta à luz.[9]
- 1758 - John Dolland inventa a lente acromática.[10]
- 1777 - O sueco Carl Wilhelm Scheele publica a obra Chemische Abhandlung von der Luft und dem Feuer (em português, Observação Química e Experimentações com Ar e Fogo), na qual demonstra que o cloreto de prata é especialmente suscetível ao escurecimento pela luz, e que uma vez escurecido ele torna-se insolúvel em soluções de amoníaco.[11]
- 1806 - Thomas Wedgwood propõe-se a realizar imagens permanentes em uma superfície durável revestida com um produto químico sensível à luz, e juntamente com Humphry Davy publica Um relato de um método para copiar pinturas em vidro, e fazer perfis, pela agência de luz sobre nitrato de prata (em inglês: An Account of a method of copying Paintings upon Glass, and of making Profiles, by the Agency of Light upon Nitrate of Silver). Contudo, o processo descrito só permite produzir silhuetas e outras imagens de sombra, e é incapaz de torná-las permanentes.[9]

- 1816 - Nicéphore Niépce consegue fazer fotografias negativas de imagens captadas por uma câmera, em papel revestido com cloreto de prata, mas não consegue impedi-las de obscurecer quando expostas à luz.[12]
- 1822 - Nicéphore Niépce abandona a fotografia com haleto de prata, e tenta usar revestimentos finos de betume em metal e vidro.[10] Ele cria a primeira fotogravura fixa e permanente, uma cópia de uma gravura do Papa Pio VII, por impressão de contato direto, sem uma câmera ou lente.[13]
- 1826 - Nicéphore Niépce realiza a primeira fotografia permanente usando uma câmera, através do processo que batiza de heliografia.[14]
- 1834 - Hércules Florence, um pintor e explorador suíço-brasileiro, e o inventor isolado de fotografia no Brasil, cunha a palavra fotografia para descrever sua técnica, pelo menos quatro anos antes de John Herschel criar o termo photography em inglês.[15]
- 1835 - William Fox Talbot inventa o processo fotográfico em duas etapas (positivo/negativo), que se tornaria o padrão da fotografia até a emergência da fotografia digital. Esse processo só seria apresentado publicamente em 1839.[16]

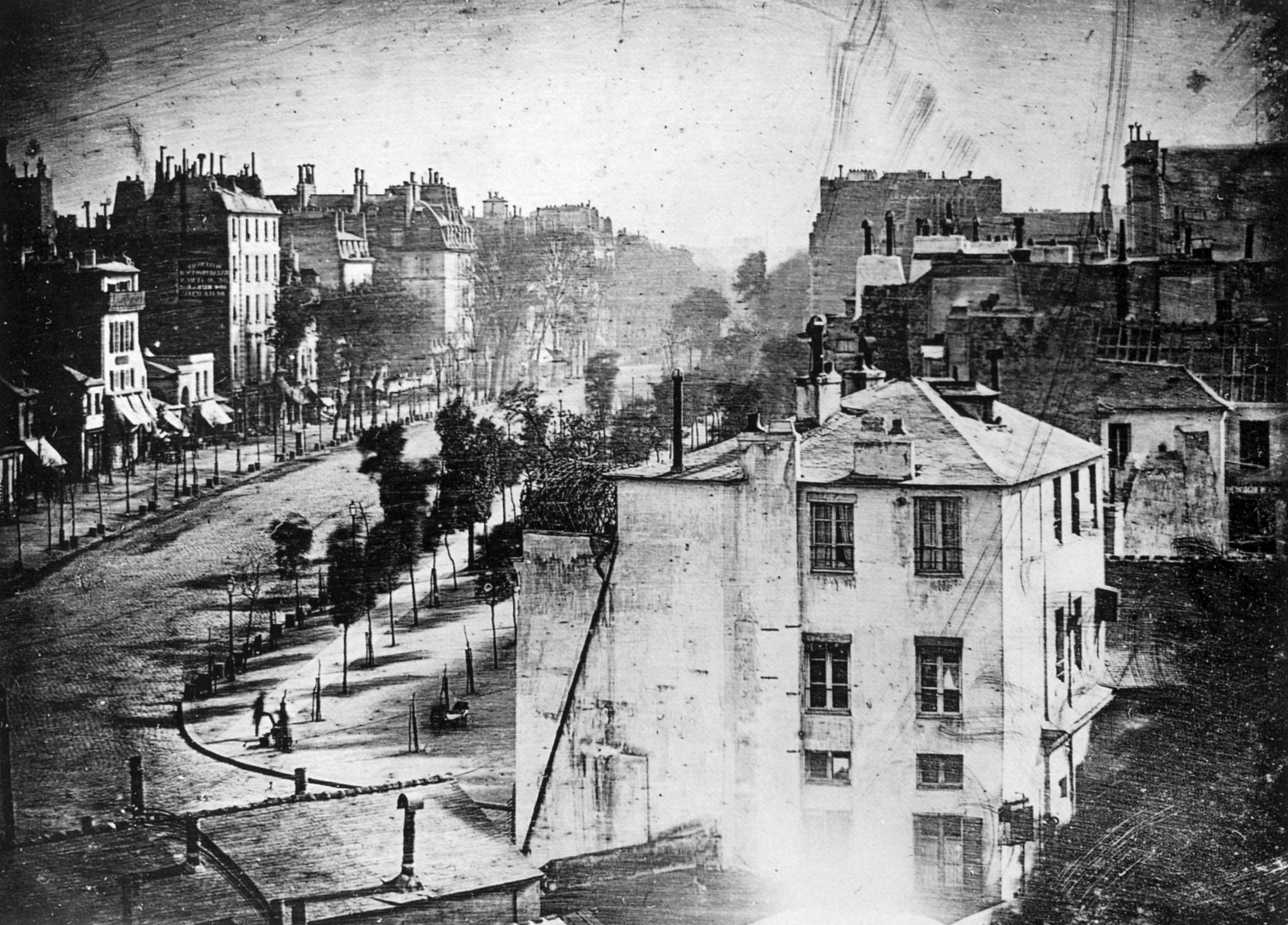
Daguerreótipo de autoria de Daguerre, de 1838, a primeira fotografia a mostrar uma pessoa.

- 1837 - Louis Daguerre patenteia o processo do daguerreótipo. Esse processo produz fotografias permanentes e detalhadas, em folhas de cobre revestidas de prata. Inicialmente ele requer vários minutos de exposição, mas melhorias posteriores reduzem o tempo de exposição para alguns segundos.[17] A fotografia cai no gosto do grande público, e o processo de Daguerre é usado em todo o mundo.[18]
- 1839 - Sarah Anne Bright cria uma série de fotogramas, dos quais seis ainda existem. Estas são as primeiras imagens fotográficas criadas por uma mulher, que sobreviveram até a atualidade.[19]
- 1839 - John Herschel introduz o tiossulfato de sódio como fixador eficaz para todos os processos fotográficos a base de prata.[carece de fontes?]
- 1840 - William Fox Talbot patenteia o processo do calótipo, uma versão melhorada de seu processo anterior, que reduz consideravelmente o tempo de exposição.[16]
- 1841 - Josef Maximilian Petzval desenvolve a primeira objetiva destinada especificamente à fotografia, a chamada lente Petzval, que é fabricada pela Voigtlander.[20]
- 1848 - Alexandre Edmond Becquerel faz as primeiras fotografias coloridas, à época apenas curiosidades de laboratório: é necessária uma exposição que dura horas ou dias, e as cores são tão sensíveis à luz que por vezes desaparecem diante dos olhos do espectador.[21]

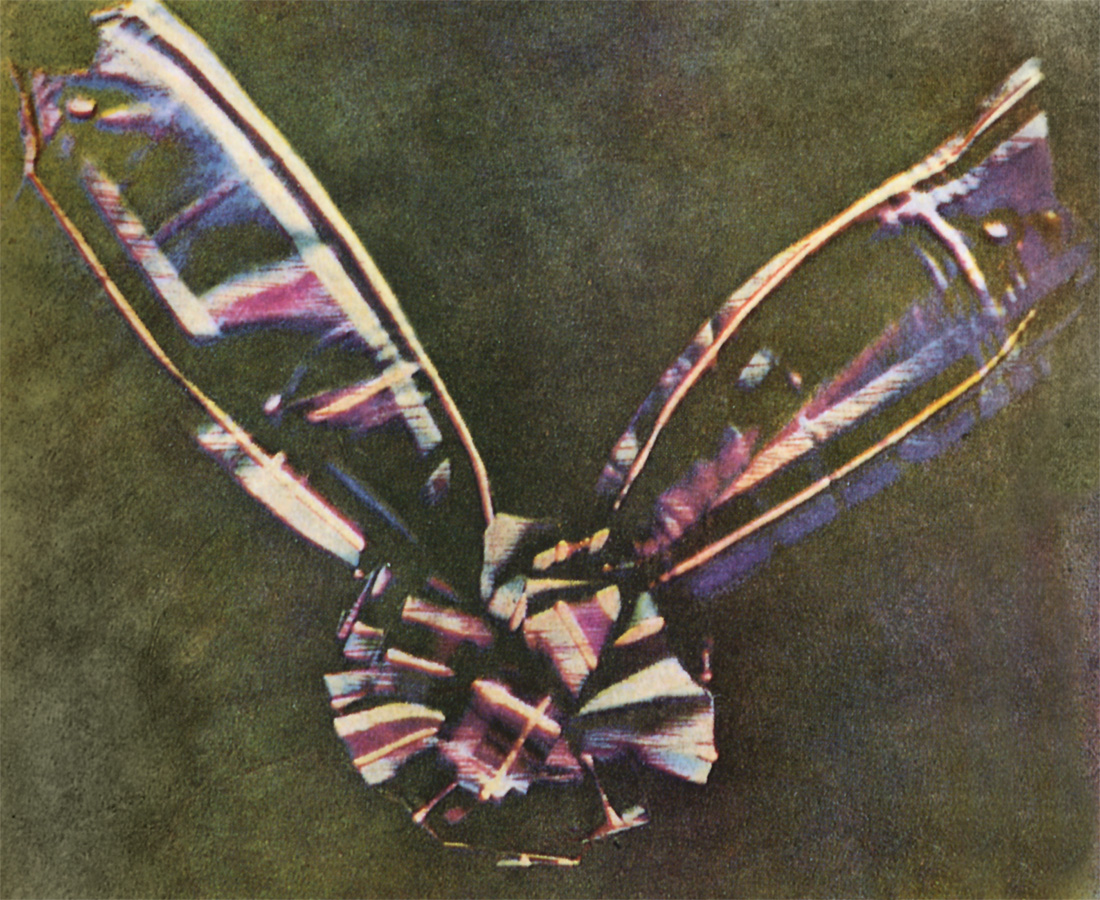
Primeira fotografia colorida a ter sobrevivido, realizada por James Clerk Maxwell em 1861.

- 1849 - Frederick Scott Archer inventa o processo de placa úmida de colódio, usado em placas, ambrótipos e ferrótipos.[22]
- 1850 - Com a popularização do processo fotográfico, através do daguerreótipo, a partir de 1850 as câmeras conhecem inovações. As simples caixas rígidas de madeira e de foco fixo dão lugar a câmeras que permitem regular o foco, primeiro por meio de duas caixas de madeira interconectadas que podem ser afastadas umas das outras, e depois por meio de foles ligando a objetiva à câmara onde o filme é exposto.[20]
- 1854 - André-Adolphe-Eugène Disdéri introduz o formato carte de viste para retratos. Disdéri usa uma câmera com lentes múltiplas que podem fotografar oito poses diferentes em um grande negativo, que depois de revelado é reproduzido em papel de albumina, que por sua vez é cortado dando origem a fotografias individuais.[23]
- 1861 - James Clerk Maxwell apresenta uma imagem colorida baseada no processo de cores aditivas, a primeira demonstração de fotografia usando o método de três cores. Para formar a imagem colorida, ele usa três fotografias em preto e branco projetadas através de filtros de cores vermelha, verde e azul. A imagem projetada é temporária, mas o conjunto de três cores separadas constitui a primeira fotografia colorida durável.[24]
- 1864 - Início da comercialização da Dubroni n. 1, a primeira câmera a permitir sensibilizar e revelar placas no interior da própria câmera, eliminando a necessidade de uma caixa ou sala escura em separado.[25]

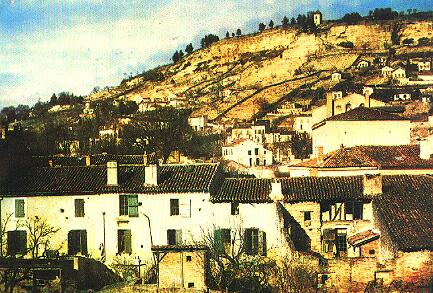
Uma das primeiras fotos a cores, feita por Louis Ducos du Hauron provavelmente em 1875.

- 1868 - Louis Ducos du Hauron patenteia suas muitas idéias para a fotografia a cores com base no princípio de três cores, incluindo procedimentos para fazer impressões coloridas em papel pelo método subtrativo. Elas são publicadas no ano seguinte, mas sua implementação não é prática à época. Contudo, suas idéias antecipam a maioria dos processos de fotografia a cores que são introduzidos mais tarde.[26]
- 1871 - Richard Leach Maddox inventa o processo de placa seca, usando uma emulsão de gelatina e brometo de prata. Essa inovação permite a produção de placas, e mais tarde filme, pré-sensibilizados e prontos para uso.[27][28]
- 1873 - Hermann Wilhelm Vogel descobre a sensibilização de corantes, permitindo que as emulsões fotográficas da época, sensíveis ao azul, sejam tornadas sensíveis à luz verde, amarela e vermelha. Problemas técnicos atrasam até meados da década de 1880 o uso comercial da sensibilização de corantes.[29]
- 1876 - Ferdinand Hurter e Vero Charles Driffield iniciam a avaliação sistemática das características de sensibilidade das emulsões fotográficas, dando origem a um novo campo de conhecimento: a ciência da sensitometria.[30]
- 1878 - Charles Harper Bennett descreve o amadurecimento por calor das emulsões fotográficas. Isso aumenta consideravelmente a sua sensibilidade e possibilita exposições muito mais rápidas, próximas do instantâneo.[31]
- 1878 - Eadweard Muybridge captura o movimento de um cavalo com o uso de várias câmeras.[32]

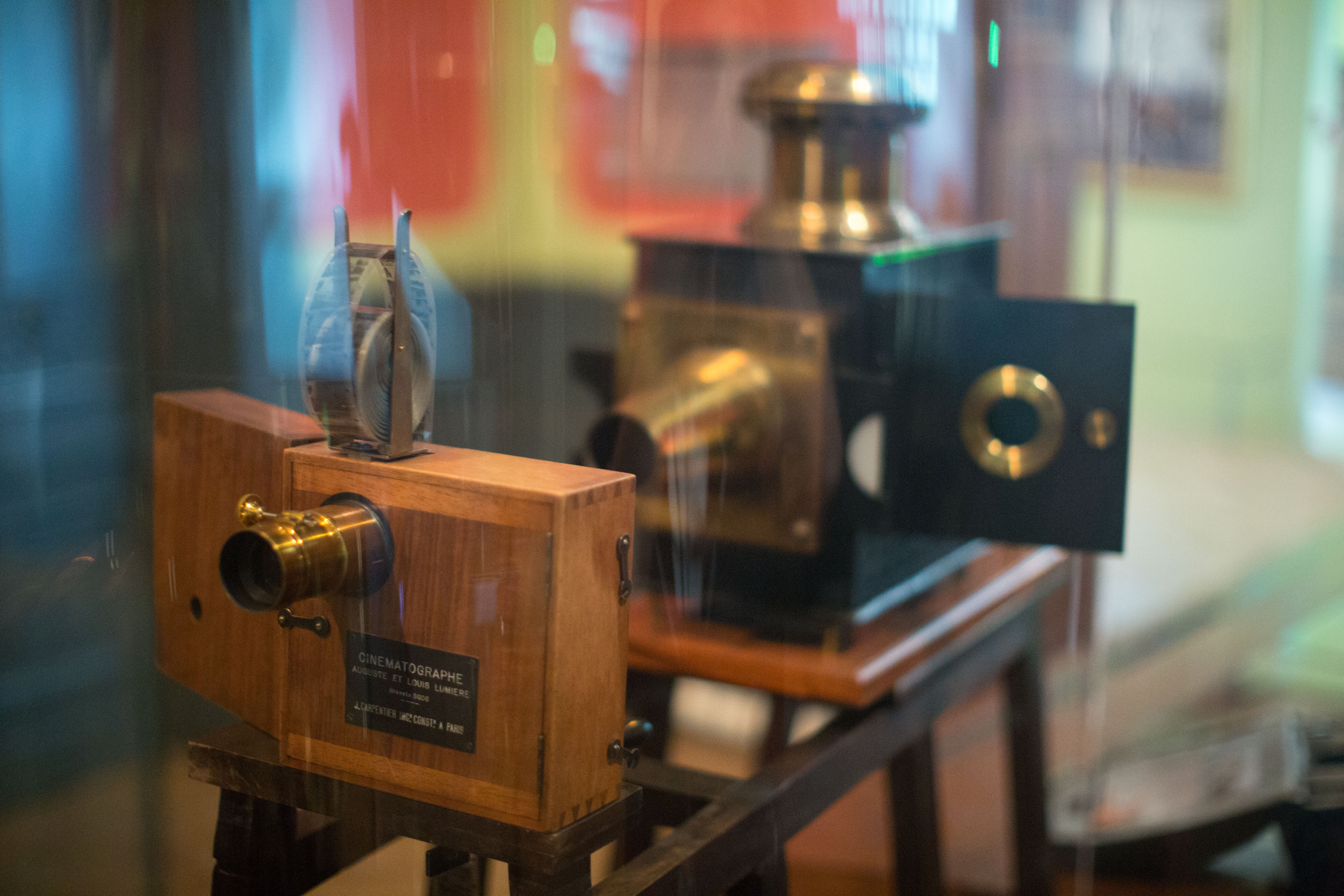
O cinematógrafo, desenvolvido pelos irmãos Lumière em 1895.

- 1885 - Apresentação do filme fotográfico por George Eastman, inicialmente em uma base de papel e desde 1887 em base de celulóide.[33] Por conta desta e de numerosas outras criações, sua empresa, Kodak, se tornará referência em fotografia.
- 1888 - A Kodak lança uma câmera simples de usar, a Kodak n. 1, com o slogan "você pressiona o botão, nós fazemos o resto" (em inglês, you press the button, we do the rest).[33]
- 1888 - Louis Le Prince faz Roundhay Garden Scene, o primeiro video gravado em filme.[34]
- 1891 - Gabriel Lippmann anuncia um "método de reprodução fotográfica de cores, baseado no fenômeno da interferência".[35] Esta criação, que permite reproduzir em filme fotográfico as cores do espectro visível da luz, em 1908 lhe rende o Prêmio Nobel de Física.[36]
- 1891 - William Kennedy Laurie Dickson desenvolve o cinetoscópio enquanto trabalha para Thomas Edison.[37]
- 1895 - Auguste e Louis Lumière iniciam a comercialização do cinematógrafo, que desde o ano anterior vinha sendo testado publicamente na França e na Bélgica.[38]
- 1897 - A Kodak apresenta a Folding Pocket, a primeira câmera dobrável e efetivamente portável. Em dezoito anos de comercialização, vendeu impressionantes duzentas mil unidades.[39][40]

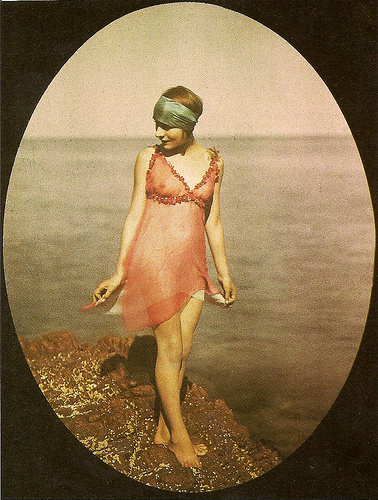
Autocromo feito pelos irmãos Lumière entre 1907 e 1915.

### Século XX
- 1900 - A Kodak lança o modelo Brownie, uma câmera voltada ao grande público que tem estrondoso sucesso comercial: em cerca de dois anos vende 245 mil unidades.[41]
- 1901 - A Kodak lança o filme fotográfico de 120 milímetros, formato que em pleno séc. XXI continua a ser fabricado e utilizado em fotografia de médio formato.[42]
- 1902 - Arthur Korn cria um processo prático de fototelegrafia (redução de imagens fotográficas a sinais que podem ser transmitidos por fio para outros locais, de maneira semelhante a mensagens telegráficas). Esse tipo de tecnologia é amplamente utilizada na Europa já na década de 1910.[43]
- 1907 - As fotografias coloridas chegam ao mercado com o Autocromo, da Lumière. Esse torna-se o primeiro produto comercialmente bem sucedido de fotografia colorida[44] e o filme colorido mais utilizado até os anos 1930.[45]
- 1909 - A Kodak anuncia uma película cinematográfica de segurança, a base de acetato e com bitola de 35 milímetros, como alternativa às películas à base de nitrato, altamente inflamáveis.[46] A partir desse ano as películas de 35 milímetros tornam-se o padrão da indústria cinematográfica.[45]
- 1912 - Lançada a Vest Pocket Kodak, a primeira câmera a usar filme de tamanho 127.[47]
- 1912 - Thomas Edison lança um formato de filme de 22 milímetros para uso doméstico, usando película de segurança fabricada pela Kodak.[46] Esse formato de filme é pouco utilizado e deixa de ser fabricado alguns anos depois.
- 1912 - A Graflex lança a Speed Graphic, que por décadas seria a câmera mais usada por jornalistas de todo o mundo.[48]

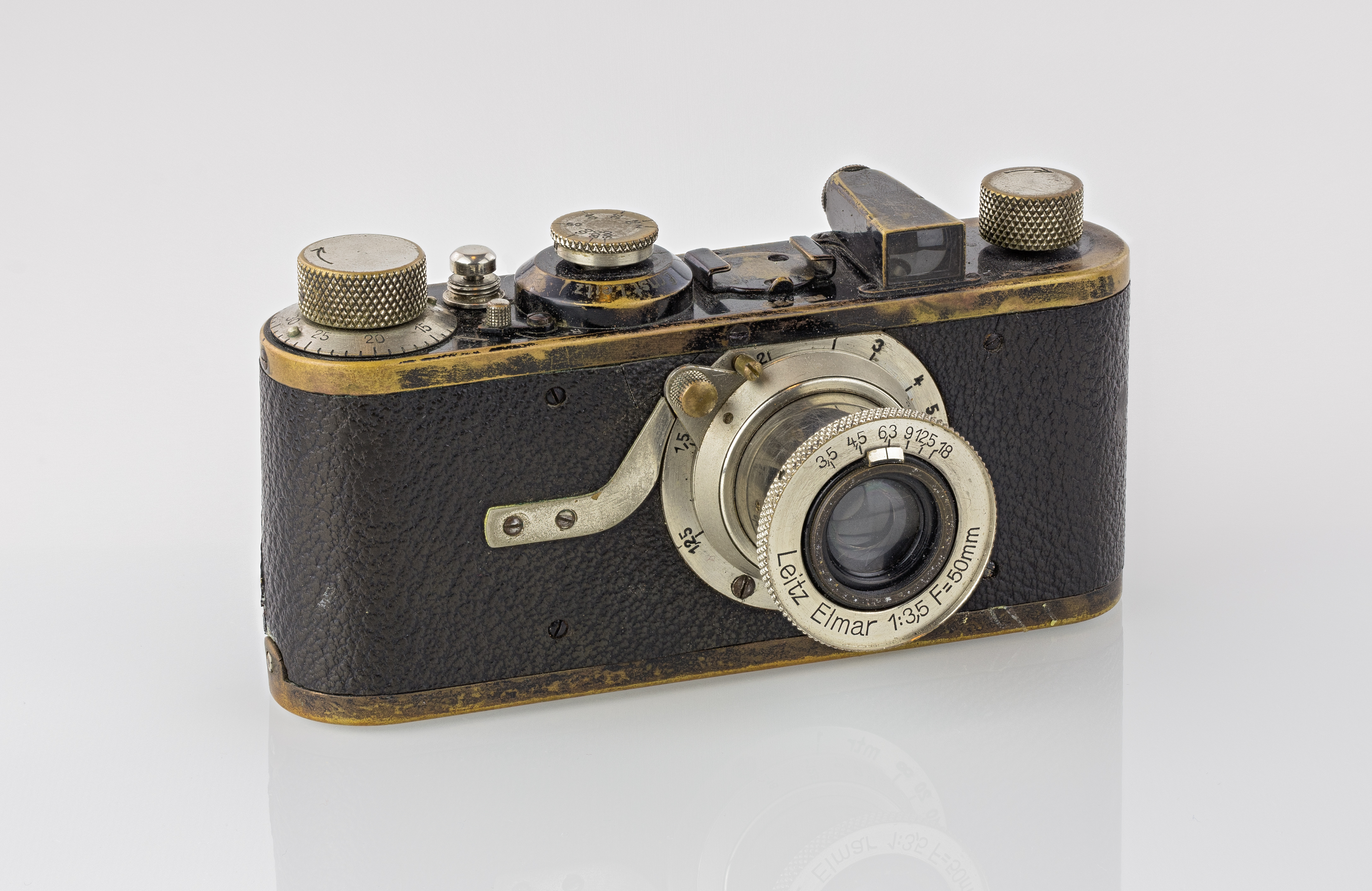
Leica I, de 1925, a câmera que iniciou a popularização do filme de 35 milímetros.

- 1913 - A Kodak lança um filme fotográfico pancromático de 35 milímetros para uso experimental. Após o uso desse filme com sucesso pela indústria do cinema, no ano seguinte ele seria disponibilizado para comercialização.[49]
- 1914 - A Kodak apresenta o sistema Autographic, que inclui um filme e uma câmera especiais que permitem ao fotógrafo assinar os negativos.[50]
- 1914 - The World, the Flesh and the Devil, feito em Kinemacolor, é o primeiro filme longa-metragem em cores a ser lançado.[51]
- 1923 - É introduzido pela Kodak o formato de filme amador de dezesseis milímetros. Sua câmera Cine-Kodak usa filme diapositivo de segurança, a base de acetato.[46]

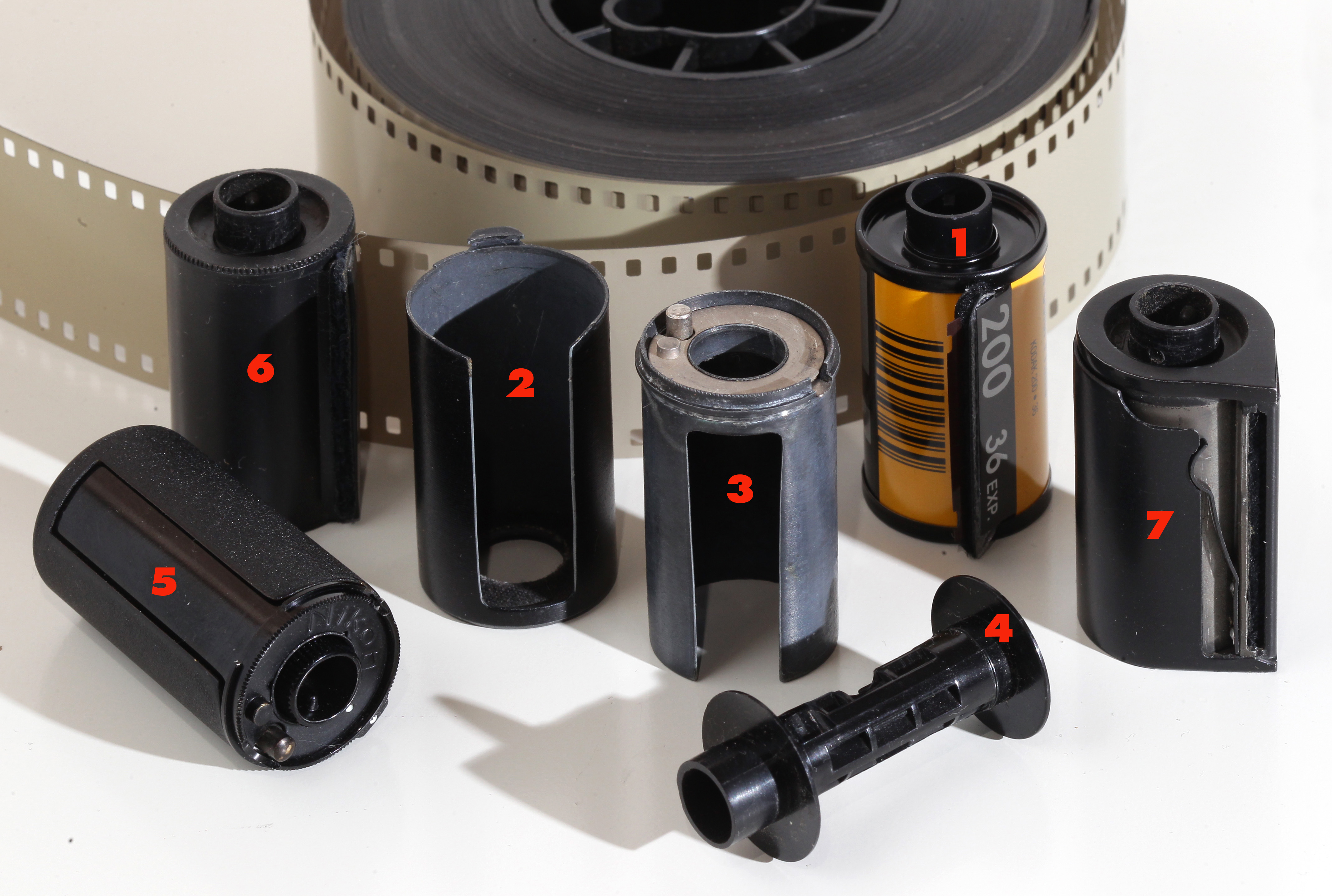
A introdução do cartucho 135 em 1934 facilitou muito o uso do filme de 35 milímetros.

- 1923 - Harold Edgerton inventa o flash fotográfico.[52]
- 1925 - Lançada a Leica I, a câmera que dá o pontapé inicial na popularização do filme de 35 milímetros em fotografia.[53]
- 1929 - Lançada a primeira Rolleiflex reflex de objetivas gêmeas (TLR), que rapidamente se torna amplamente usada por profissionais.[54]
- 1932 - A Kodak apresenta os primeiros filmes cinematográficos amadores de oito milímetros, e câmeras e projetores para esse formato que se tornaria particularmente popular.[46]
- 1932 - A primeira célula fotoelétrica é apresentada[28] e nos anos seguintes dá origem a instrumentos que permitem fotógrafos medir mais precisamente a luminosidade.
- 1934 - A empresa Kwanon, mais tarde rebatizada Canon, cria seu primeiro protótipo de câmera, uma rangefinder para filme de 35 milímetros.[28]
- 1934 - O cartucho de filme 135 é introduzido, tornando o filme de 35 milímetros mais fácil de ser manipulado e contribuindo para sua difusão como o formato de filme mais amplamente utilizado em fotografia.[45]
- 1935 - Becky Sharp, o primeiro longa-metragem produzido na versão completa de três cores da Technicolor, é lançado.[55]
- 1935 - A Kodak lança o filme colorido Kodachrome (apenas dezesseis, oito e 35 milímetros em 1936, filme em folha em 1938), que seria produzido até 2009.[45][46]

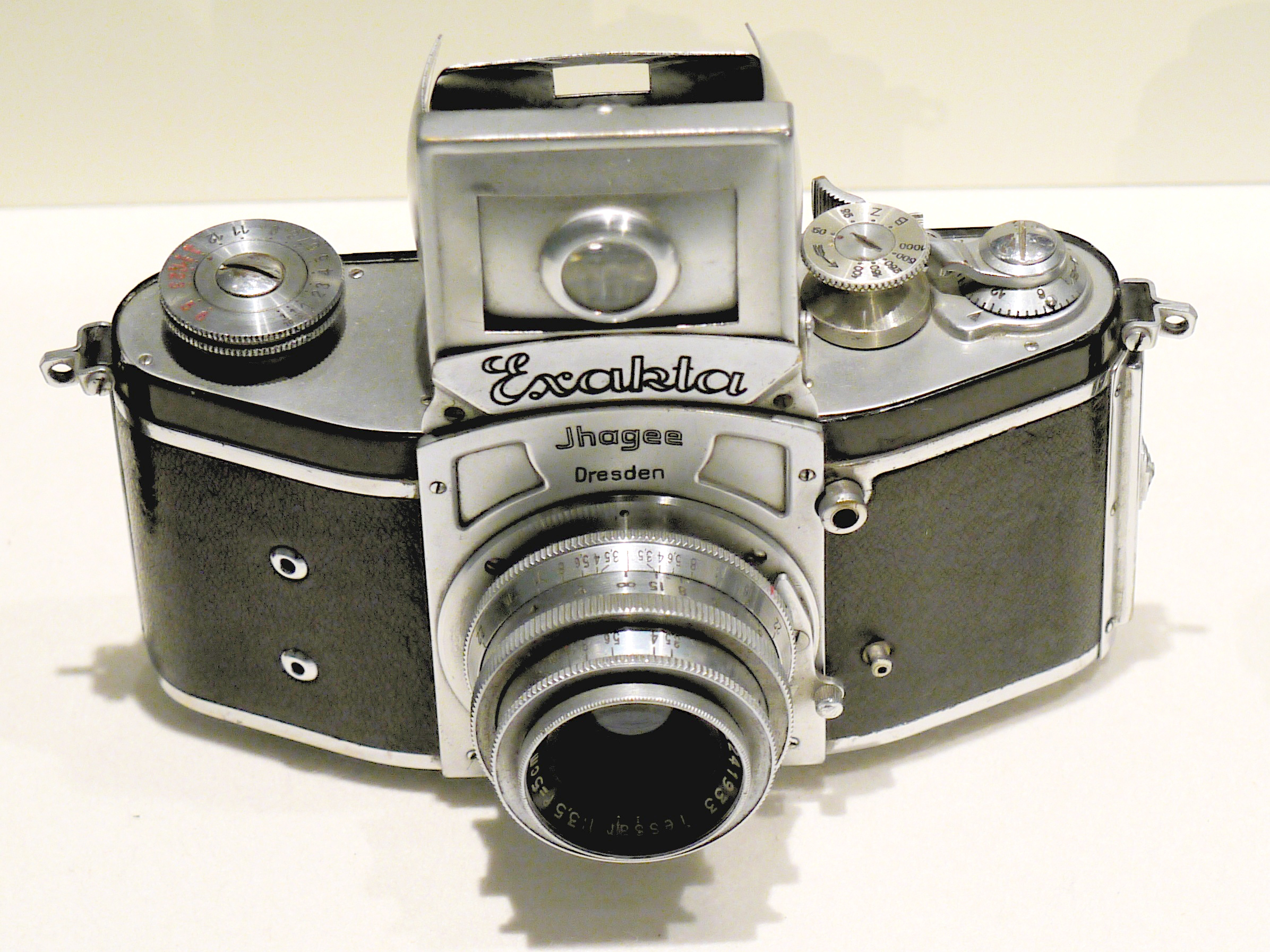
A Kine Exakta de 1936, a primeira câmera reflex monobjetiva para filme de 35 milímetros.

- 1935 - A Zeiss Ikon lança sua linha de câmeras Super Ikonta, que inclui algumas das mais sofisticadas câmeras dobráveis jamais produzidas.[56]
- 1936 - A Zeiss Ikon lança a Contax II, a mais avançada rangefinder de seu tempo e que seria amplamente copiada por outras marcas.[57]
- 1936 - Introdução pela Ihagee da Kine Exakta 1, a primeira câmera reflex monobjetiva (SLR) de 35 milímetros.[58]
- 1936 - A Agfacolor lança o Agfacolor Neu, primeiro filme diapositivo de cores para filmes caseiros e slides.[45]
- 1936 - A Canon lança sua primeira câmera, a Hansa Canon, baseada no protótipo de 1934.[28]
- 1939 - Durante a Feira Mundial de Nova Iorque William Gruber introduziu o visualizador View-Master 3-D e suas bobinas de sete pequenos pares de imagens estereoscópicas em filme Kodachrome, que têm papel importante na difusão da estereoscopia.[59]
- 1942 - Lançado o Kodacolor, o primeiro filme colorido que produz negativos e portanto permite fazer impressões a cores em papel.[60]
- 1944 - A Kodak lança sua linha Tri-X de filmes em preto e branco, que em 2017 permanece em produção.[28]
- 1947 - Dennis Gabor inventa a holografia.[61] Em 1971 ele recebe o Prêmio Nobel de Física por seu trabalho na área.[62]
- 1947 - Entre 1947 e início dos anos 1950 Harold Eugene Edgerton desenvolve a câmera rapatrônica, com um obturador que permite capturar imagens com tempo de exposição na ordem dos nanossegundos. Essa tecnologia torna-se conhecida devido a uma série de fotos feitas por Edgerton a partir de 1952, mostrando os primeiros instantes de explosões atômicas.[63][64]

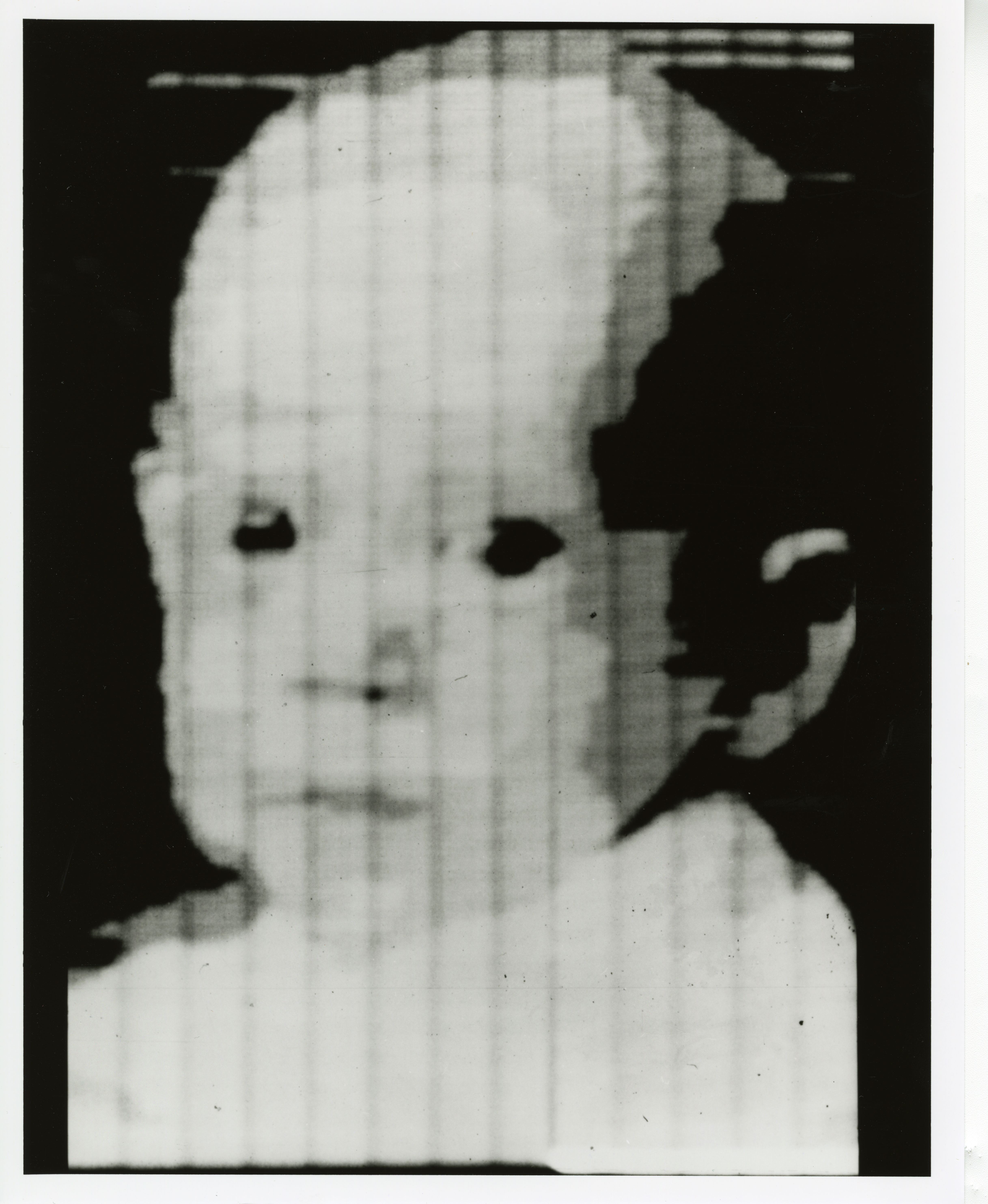
A primeira imagem digital, uma foto escaneada em 1957 por Russell Kirsch. Medindo apenas 5x5 cm, tinha 176x176 pixels de resolução.

- 1947 - Edwin H. Land apresenta a primeira câmera instantânea, Polaroid, batizada em homenagem à sua empresa.[45]
- 1948 - Lançada a primeira câmera da sueca Hasselblad.[28]
- 1949 - A Nikon lança sua primeira câmera para filme de 35 milímetros, a Nikon I.[28]
- 1954 - A Leica M3 é apresentada pela Leitz na Photokina, e dá origem à linha Leica M. Essa rangefinder revoluciona o mercado fotográfico com a precisão de seu visor e telêmetro[66] e torna-se a câmera mais vendida pela Leica em todos os tempos.[67] Isso obriga os demais fabricantes de câmeras a concentrarem seus esforços no desenvolvimento tecnológico de SLR.[66]
- 1957 - A empresa Asahi lança a Pentax SLR, a primeira SLR de 35 milímetros com um visor pentaprisma.[28]
- 1957 - Criação da primeira imagem digital por Russell Kirsch, uma foto escaneada de seu filho.[65]
- 1959 - Introduzida a Nikon F,[28] amplamente reconhecida como a "SLR que pôs as SLR no mapa" pois pela primeira vez apresenta ao mercado um equipamento de operação fácil e precisa.[68]
- 1959 - A AgfaPhoto apresenta a primeira câmera totalmente automática, a Optima.[69]
- 1963 - A Kodak apresenta sua linha de câmeras Instamatic, que substitui a linha Brownie e obtêm enorme sucesso junto ao público amador.[70]
- 1963 - Lançada a Topcon RE Super, a primeira câmera a dispor de through the lens (TTL) metering, que permite à câmera medir a luminosidade que penetra a objetiva. No ano seguinte é lançada a Pentax Spotmatic, frequentemente reconhecida pelo mesmo motivo.[28]
- 1965 - A Mamiya apresenta a primeira SLR de médio formato a fazer fotografias no padrão 6 x 4,5 centímetros, a Mamiya 645.[28]
- 1966 - Durante a Photokina é apresentada a Rollei 35, o ápice da miniaturização de câmeras para filme 35 milímetros.[71]
- 1972 - A Canon lança a F1, que com o uso de um motordrive acessório permite fazer até nove fotografias por segundo.[28]
- 1973 - A Fairchild Semiconductor lança o primeiro chip CCD para formação de grandes imagens: cem linhas e cem colunas de pixels.[72][73] Nos anos seguintes ela produziria a maior parte dos sensores de imagens usados comercial e militarmente.[72]

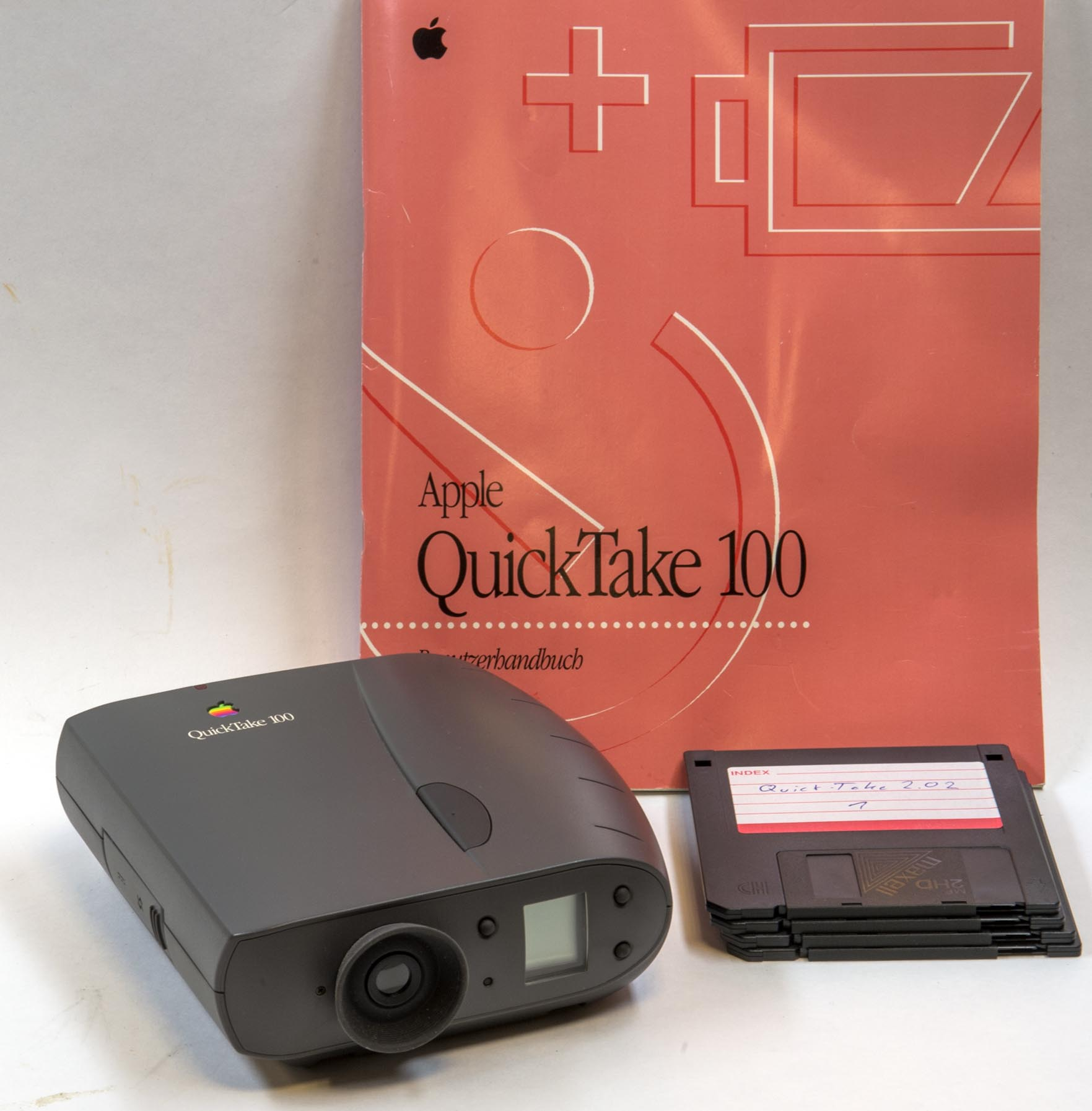
A QuickTake 100, da Apple, lançada em 1995, foi umas das primeiras câmeras digitais voltadas ao público amador.

- 1975 - Bryce Bayer, da Kodak, desenvolve a matriz de cores do Filtro de Bayer, que é utilizado na grande maioria dos sensores de imagem das câmeras digitais.[74]
- 1975 - O engenheiro Steven Sasson, da Kodak, constrói o protótipo da primeira câmera digital.[75][76]
- 1985 - A Minolta lança a Maxxum 7000, a primeira câmera com foco automático e avanço automático de filme integrados à própria câmera.[28]
- 1986 - Os cientistas da Kodak constróem o primeiro sensor de imagens com resolução superior a um megapixel e com dimensões suficientemente reduzidas para ser usado em uma câmera convencional.[76]
- 1986 - A Fujifilm lança a primeira câmera descartável a ser vendida em grande escala.[45]
- 1987 - A CompuServe desenvolve o Graphics Interchange Format, o popular formato de imagem GIF, utilizado em fotografia.[45]
- 1988 - A Fujifilm apresenta o modelo Fujix DS-1P, a primeira câmera digital a contar com um cartão removível de memória, desenvolvido pela Toshiba.[75]
- 1991 - Lançada a Kodak DCS 100, a primeira SLR digital voltada ao mercado jornalístico.[77]
- 1992 - A Leica lança a primeira traseira digital (que permite a fotógrafos realizar fotografias digitais com câmeras analógicas) para uma câmera de médio formato, a Leaf DCB, apelidada "O Tijolo" (em inglês, The Brick) em referência ao seu tamanho e peso.[75]
- 1993 - O Jet Propulsion Laboratory propõe o conceito de "câmeras em um chip" usando sensores CMOS de pixels ativos (CMOS APS). Isso leva a crescentes desenvolvimentos tecnológicos e ao uso em larga escala de sensores de imagem.[78]

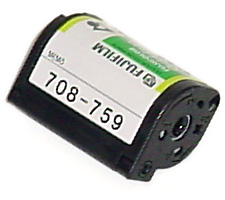
Cartucho do tipo APS, de 1996, com filme de 24 milímetros. Esta inovação buscou principalmente informatizar o processo fotográfico analógico.

- 1994 - A Nikon apresenta a primeira objetiva estabilizadora, A Nikon Zoom 700VR QD, que permite a fotógrafos registrar imagens mais nítidas sem o auxílio de um tripé.[79]
- 1994 - Lançada a Olympus Deltis VC-1100, a primeira câmera capaz de transmitir por si mesma imagens através de uma rede telefônica.[80]
- 1994 - A Joint Photo Experts Group desenvolve seu formato de imagem, JPEG, como uma alternativa ao GIF em fotografia. Nos anos seguintes esse se tornaria o formato utilizado como padrão pela maioria das câmeras digitais.[45]
- 1995 - Lançada a Ricoh RDC-1, a primeira câmera fotográfica digital comercial a realizar videos.[81]
- 1995 - Lançadas a Kodak DC40 e a Apple QuickTake 100, as primeiras câmeras digitais comercializadas para o público amador.[82] Embora lançada pela Apple, a QuickTake foi fabricada pela Kodak.[76]
- 1995 - A Nikon lança a F5, a primeira câmera a contar com um sensor de luminosidade que determina a exposição por meio da medição da intensidade de cores.[28]
- 1996 - Kodak, FujiFilm, AgfaPhoto e Konica apresentam o Advanced Photo System (APS), que dentre outras coisas buscou informatizar o processo fotográfico analógico. Devido à crescente popularização da fotografia digital, sua produção é interrompida em 2004.[45][83]
- 1997 - Primeira caso conhecido de uma imagem compartilhada através de um telefone celular, por Philippe Kahn.[84]
- 1997 - A Kodak lança sua DC210, a primeira câmera digital com resolução de um megapixel direcionada ao grande público, com preço inferior a mil dólares americanos.[76]
- 1999 - A Kyocera lança o VP-210, o primeiro telefone celular a contar com uma câmera embutida.[85]
- 2000 - A empresa J-Phone, do SoftBank Group, introduz o J-SH04, o primeiro celular comercialmente disponível com uma câmera capaz de capturar e compartilhar imagens.[86] Ele é comercializado a partir de 2001.[45]
- 2000 - A Olympus lança a Olympus E-10, a primeira câmera a exibir imagens ao vivo em uma tela de LCD.[87]

### Século XXI

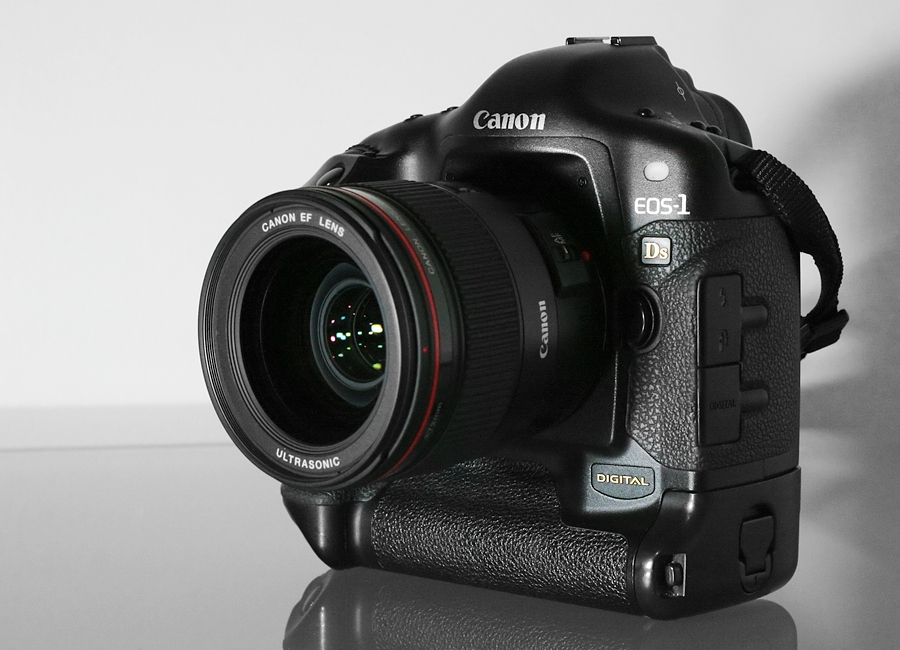
Canon EOS 1Ds, de 2002, a primeira câmera digital profissional full frame.

- 2002 - A Canon lança a EOS 1Ds, a primeira câmera full frame digital capaz de atender ao exigente mercado profissional. No mesmo ano a Contax lançou sua última câmera, o modelo N Digital, que apesar de full frame apresentou problemas estruturais e foi rapidamente descontinuada.[75]
- 2003 - Lançada a Minolta Dimage A1, a primeira câmera a estabilizar imagens por meio de movimentações do sensor de imagem.[88]
- 2003 - A Kodak apresenta a Kodak EasyShare, a primeira impressora de fotografias que imprime diretamente da câmera, sem necessidade de um computador.[76]
- 2005 - A Kodak lança a EasyShare One, a primeira câmera a efetivamente contar com conexão Wi-Fi.[76][89]
- 2005 - A AgfaPhoto pede falência, e termina a produção dos filmes da marca Agfa.[90]
- 2006 - A Dalsa produz um sensor CCD de 111 megapixels, a maior resolução naquele momento.[91]
- 2008 - A Panasonic lança a Lumix G1, a câmera que inaugura o padrão de objetiva Micro Four Thirds e cria um novo nicho: câmeras compactas com lentes intercambiáveis.[28][92]
- 2008 - A Polaroid anuncia a interrupção da produção de todos seus filmes instantâneos, citando queda na demanda.[93]
- 2009 - A Kodak anuncia a descontinuação do filme Kodachrome, depois de 74 anos de produção.[28][94]
- 2009 - A FujiFilm lança a primeira câmera 3D digital compacta, capaz de realizar fotografias e vídeos.[95]
- 2010 - A Sony lança as câmeras Alpha 33 e 55, as primeiras SLR a contar com um espelho refletor transparente.[28]
- 2011 - A Lytro lança a primeira câmera de campo de luz de bolso, capaz de capturar imagens que podem ter seu foco ajustado durante a pós-produção.[96]
- 2012 - A Sony lança a Cyber-shot RX-1, a primeira câmera compacta full frame.[97]